# The Nation
The Nation és una revista socioliberal estatunidenca que cobreix notícies, opinió i anàlisis polítiques i culturals. Va ser fundada el 6 de juliol de 1865 com a successora de The Liberator de William Lloyd Garrison, un diari abolicionista que va tancar el 1865 després de la ratificació de la Tretzena esmena de la Constitució dels Estats Units. Un destacat col·laborador de la nova revista va ser el seu editor literari Wendell Phillips Garrison, fill de William, que disposava de la vasta xarxa de contactes del seu pare.
El 23 de febrer de 2022, The Nation va nomenar el fundador de Jacobin, Bhaskar Sunkara, com a president.
The Nation té oficines a Washington DC, Londres i Sud-àfrica, amb departaments que cobreixen temes d'arquitectura, art, corporacions, defensa, medi ambient, cinema, dret, música, pau i desarmament, poesia i Nacions Unides. La distribució impresa va assolir un màxim de 187.000 el 2006, però va baixar a 145.000 el 2010, tot i que les subscripcions digitals havien augmentat a més de 15.000. El 2021, el total d'impresos i digitals combinats era de 96.000.
Tant el 2016 com el 2020, The Nation va a avalar Bernie Sanders com a president dels Estats Units a fi de: «redimir la nostra democràcia i restaurar la nostra república».
Des de la seva creació, The Nation ha publicat obres importants de poesia estatunidenca com ara Hart Crane, Eli Siegel, Elizabeth Bishop i Adrienne Rich, així com també W.S. Merwin, Pablo Neruda, Denise Levertov i Derek Walcott. Alguns dels seus columnistes destacats han estat Laila Lalami, Naomi Klein i Christopher Hitchens.